# Zalaigrice, Zala
Zalaigrice  este un sat în districtul Zalaegerszeg, județul Zala, Ungaria, având o populație de 119 locuitori (2011). 

## Demografie
Componența etnică a satului Zalaigrice
     Maghiari (100%)
Componența confesională a satului Zalaigrice
     Romano-catolici (78,15%)
     Fără religie (5,04%)
     Necunoscută (16,81%)
Conform recensământului din 2011, satul Zalaigrice avea 119 locuitori. Din punct de vedere etnic, majoritatea locuitorilor (100,0%) erau maghiari.  Din punct de vedere confesional, majoritatea locuitorilor (78,15%) erau romano-catolici, cu o minoritate de persoane fără religie (5,04%). Pentru 16,81% din locuitori nu este cunoscută apartenența confesională.